# Булигін Сергій Юрійович
Булигін Сергій Юрійович (нар. 18 квітня 1956, Горлівка, Сталінська область, УРСР) — український вчений, провідний спеціаліст у галузі вивчення природи та моделювання агроландшафтів. Доктор сільськогосподарських наук (1993 р.), професор (1999 р.), академік УААН (1995 р.) та Академії наук технічної кібернетики України (1994 р.). академік-секретар Відділення землеробства, меліорації та механізації.

## Біографія
Народився 18.04.1956 р. в м. Горлівка Донецької області в сім'ї робітника.
1978 року закінчив Ворошиловградський сільськогосподарський інститут за фахом агрономія.
У 1980—1987 рр. — керівник відділу, агроном відділу, молодший науковий, старший науковий співробітник Донецької протиерозійної дослідної станції;
Від 1987 до 1997 року — завідувач лабораторії, а від 1997 року — заступник директора з наукової роботи ННЦ «Інститут ґрунтознавства та агрохімії імені О. Н. Соколовського».
Від 2003 року завідувач кафедри охорони природних ресурсів і директор навчально-наукового центру, член спеціалізованої ради Національного аграрного університету; у липні 2009 — серпні 2011 рр. — професор кафедри землеробства Бєлгородської державної сільськогосподарської академії, директор Центру аграрних проблем;
Від серпня 2011 року — в.о. академіка-секретаря Відділення землеробства, меліорації та механізації;
Від 2010 року директор НДІ рослинництва, ґрунтознавства, біотехнологій та сталого природокористування Національного університету біоресурсів і природокористування України.

## Наукова діяльність
1985 року захистив кандидатську дисертацію на тему: «Параметри агрофізичних властивостей чорнозему звичайного, що обумовлюють його протиерозійну стійкість за різних технологій обробітку»;
1993 року захистив докторську дисертацію на тему: «Теоретичні та прикладні основи конструювання ґрунтоохоронних агроландшафтів: ґрунтознавчий аспект».
Автор наукових, методичних і науково-навчальних робіт числом 330, серед них:
- патенти та авторські свідоцтва — 12;
- співавтор книг — 17;
- монографії — 6;
- підручники та навчальні посібники — 4;
- методичні рекомендації — 15.

Провідний спеціаліст в галузі вивчення природи та моделювання ерозії ґрунтів і формування екологічно-збалансованих та економічно-ефективних агроландшафтів.
Під науковим керівництвом С. Ю. Булигіна захистили дисертації дев'ять кандидатів та два доктори наук. Нині є науковим керівником чотирьох аспірантів та консультантом чотирьох докторантів.
Пройшов професорське стажування у Службі охорони ґрунтів США, штат Індіана, м. Лафаетт, національна лабораторія ерозії ґрунтів (1996 р.); в Інституті охорони ґрунтів і вод у КНР, провінція Шансі, м. Янлинь (1997 р.). Член двох спеціалізованих вчених рад із захисту докторських дисертацій.